# Sans laisser de traces (film, 1938)
Pour les articles homonymes, voir Sans laisser de traces.
Pour plus de détails, voir Fiche technique et Distribution.
Sans laisser de traces (titre original : Verwehte Spuren) est un film allemand réalisé par Veit Harlan, sorti en 1938. L'intrigue est une variation d'une légende urbaine du XIXe siècle, qui a aussi inspiré, entre autres, le roman anglais d'Anthony Thorne So long at the fair et son adaptation cinématographique Si Paris l'avait su.

## Synopsis
Séraphine arrive avec sa mère à Paris pour visiter l'Exposition universelle. Elles doivent loger dans deux hôtels différents. Le lendemain, lorsqu'elle vient retrouver sa mère, celle-ci a disparu, et c'est comme si elle n'avait même pas été à l'hôtel du tout.

## Fiche technique
- Titre original : Verwehte Spuren
- Titre français : Sans laisser de traces
- Réalisation : Veit Harlan
- Scénario : Veit Harlan, Felix Lützkendorf, Thea von Harbou, d'après une pièce radiophonique de Hans Rothe
- Direction artistique : Karl Haacker, Hermann Warm
- Costumes : Maria Pommer-Uhlig
- Photographie : Bruno Mondi
- Son : Hans Ruetten
- Montage : Marianne Behr
- Musique : Hans-Otto Borgmann
- Production déléguée : Helmut Eweler, Franz Tappers
- Société de production : Majestic-Film
- Société de distribution : Tobis-Filmverleih
- Pays d'origine :  Reich allemand
- Langue originale : allemand
- Format : Noir et blanc — 35 mm — 1,37:1 — son mono
- Genre : drame
- Durée : 81 minutes
- Dates de sortie :
  - Italie : 19 août 1938 (Mostra de Venise)
  - Troisième Reich : 26 août 1938

## Distribution
- Kristina Söderbaum : Séraphine Lawrence
- Philip Dorn : Docteur Fernand Morot
- Charlotte Schultz : Madeleine Lawrence
- Friedrich Kayßler : Préfet de police
- Paul Dahlke : Henry Poquet
- Heinrich Schroth : Comte Duval
- Hans Halder : Fragonard, le commissaire de police
- Josef Sieber : Maurice
- Leo Peukert : Dubois
- Edith Meinhard : Jeanette
- Milena von Eckhardt : Colette
- Clemens Hasse (en) : Gaston
- Ernst Rotmund : le portier de nuit
- Paul Bildt : attaché à l'ambassade britannique